# Café del Mar Aria
Café del Mar Aria ist eine CD-Reihe, die elektronische Ambient- und Chill-Out-Musik mit den Gesängen bekannter Arien verbindet, und stellt somit eine Erweiterung der populären Café del Mar-Compilation dar. Der Ursprung der CD-Reihe geht auf das am Meeresufer gelegene Café in Sant Antoni de Portmany auf Ibiza zurück. Bis 2003 sind drei Alben erschienen, die alle von Paul Schwartz produziert wurden.

## Diskografie
- 1997 Café del Mar Aria
- 1999 Café del Mar Aria 2 New Horizons
- 2003 Café del Mar Aria 3 Metamorphosis
- 2008 Café del Mar Best Of Aria

## Inhalte

### Aria 1
1. Willow (aus Giuseppe Verdis Otello)
2. Un Bel Di (aus Giacomo Puccinis Madama Butterfly)
3. Secret Tear (aus Gaetano Donizettis L’elisir d’amore)
4. Dido (aus Henry Purcells Dido and Aeneas)
5. Pace Pace (aus Giuseppe Verdis La forza del destino)
6. Pamina Blue (aus Wolfgang Amadeus Mozarts Die Zauberflöte)
7. Habanera (aus Georges Bizets Carmen)
8. Home (aus Giuseppe Verdis Nabucco)

### Aria 2 –New Horizon
1. Arianna (aus Claudio Monteverdis L’Arianna)
2. Ebben (aus Alfredo Catalanis La Wally)
3. Addio (aus Giuseppe Verdis La traviata)
4. Horizon (Paul Schwartz)
5. Barcarolle (aus Jacques Offenbachs Les Contes d'Hoffmann)
6. Cantilena (Paul Schwartz)
7. Sviraj (Lullabye) (kroatisches Volkslied)
8. Interlude (Paul Schwartz)
9. Pavane (Gabriel Faurés Pavane)
10. Ave Maria (Giulio Caccinis Ave Maria)
11. Leiermann (Franz Schuberts Winterreise)
12. Lullabye (Sviraj) (kroatisches Volkslied)

### Aria 3 –Metamorphosis
1. Ombra Mai Fu (aus Georg Friedrich Händels Serse)
2. Furioso (Sarabande von Georg Friedrich Händel)
3. Sogno (aus Giacomo Puccinis La rondine)
4. Metamorphosis 2 – Danae (Paul Schwartz)
5. Ballo (aus Giuseppe Verdis Un ballo in maschera)
6. Interlude (Paul Schwartz)
7. Amami (aus Giuseppe Verdis La traviata)
8. Lascia (aus Georg Friedrich Händels Rinaldo)
9. Farewell (aus Giacomo Puccinis Madama Butterfly)
10. Metamorphosis 3 – Cyane (Paul Schwartz)
11. Ascension (aus Claudio Monteverdis L’incoronazione di Poppea)
12. Metamorphosis 1 – Arachne (Paul Schwartz)
13. Furioso (Instrumental Mix)(Sarabande von Georg Friedrich Händel)
14. Ombra (Chilled Mix) (aus Georg Friedrich Händels Serse)